# فيكتور تشو
فيكتور تشو (بالإسبانية: Víctor Chou)‏ (5 فبراير 1992 مدريد إسبانيا - ) هو لاعب كرة قدم إسباني يلعب كلاعب وسط.

## روابط خارجية
- فيكتور تشو على موقع قاعدة بيانات كرة القدم.إي يو (الإنجليزية)
- فيكتور تشو على موقع ناشيونال فوتبول تيمز (الإنجليزية)
- فيكتور تشو على موقع Soccerway.com (الإنجليزية)